# 사이 꼭
사이 꼭(라오어: ໄສ້ກອກ)은 라오스의 소시지이다. 사이 우어와 재료가 거의 같지만, 카우 니아우(찹쌀밥)가 추가로 들어간다는 점이 다르다. 라오계 민족이 많이 사는 태국 북동부 이산 지역에서도 사이 꼭과 비슷한 소시지를 먹는데, 태국어로 "사이 끄록"이라 불린다.

## 같이 보기
- 냄
- 사이 끄록
- 사이 우어